# Вознесенск (Кормянский район)
Вознесенск (бел. Вазнясенск) — посёлок в Литвиновичском сельсовете Кормянского района Гомельской области Беларуси.
На юге граничит с лесом.

## География

### Расположение
В 7 км на север от Кормы, в 117 км от Гомеля, в 62 км от железнодорожной станции Рогачёв (на линии Могилёв — Жлобин).

### Гидрография
На реке Вилейка (приток реки Сож).

## Транспортная сеть
Транспортные связи по просёлочной и автодороге Корма — Литвиновичи. Планировка состоит из прямолинейной, ориентированной с юго-запада на северо-восток улицы. Застройка двусторонняя, неплотная, деревянная, усадебного типа.

## История
В 0,3 км на юг от посёлка находится городище (местное название Городок) милоградской культуры и раннего железного века (VII века до н. э. — III века н. э.). Современный посёлок основан в 1920-е годы на бывших помещичьих землях переселенцами из соседних деревень. В 1931 году жители вступили в колхоз. Согласно переписи 1959 года в составе колхоза имени П. М. Лепешинского (центр — деревня Литвиновичи).

## Население

### Численность
- 2004 год — 13 хозяйств, 24 жителя.

### Динамика
- 1959 год — 151 житель (согласно переписи).
- 2004 год — 13 хозяйств, 24 жителя.